# Begusjjaja po volnam
Begusjjaja po volnam (russisk: Бегущая по волнам) er en sovjetisk-bulgarsk spillefilm fra 1967 af Pavel Ljubimov.

## Medvirkende
- Sava Hashamov som Garvey
- Rolan Bykov som Chez
- Margarita Terekhova som Biche Seniel / Frezi Grant
- Natalja Bogunova som Daisy
- Oleg Zjakov som Proctor